# ポカホンタス (映画)
『ポカホンタス』（原題：Pocahontas）は、1995年6月23日にアメリカ合衆国にて公開された、ディズニーのアニメーション映画。

## 概要
ディズニー映画で初めて実在の人物を扱った、この作品は、ポカホンタスの歴史的な逸話だけでなく、同時代の民話や伝承等を基にしている。また、ディズニー映画には珍しくハッピーエンドではない作品で、結婚までに至らない、異人種間の恋愛を扱った作品でもあり、1989年から始まったディズニー・ルネサンスの一つとされている。この作品の公開直後、様々なプラットフォームでのゲームソフトが販売され、1998年には続編のOVA『ポカホンタスII/イングランドへの旅立ち』が発売された。

## あらすじ
舞台は17世紀初頭のアメリカ。ポカホンタスはインディアンのポウハタン族の娘。旺盛な好奇心と豊かな知性に恵まれ、自然を愛し森の木々とも会話のできる彼女は、イタズラ好きのアライグマのミーコとハチドリのフリットをお供に豊かな大自然の中を自由に駆け回って暮らしていた。
ある日、村の英雄であるココアムからのプロポーズを受け、父親からも結婚を勧められるが、ポカホンタスは、結婚自体が自分の人生をがんじがらめに縛り付けられることのように思えて気が進まず、結婚について悩んでいた。すると、遠くから見たこともない大きな船がやってくるのが見えた。その船にはポカホンタスたちの暮らす土地に金を探し求め、植民地化をしようとイギリス人がたくさん乗っていた。
イギリス人たちは上陸するとすぐ金を求めて土地を掘りかえし、木を切り倒し、砦を築き始めた。ポカホンタスは見たこともない異人種の人々に興味を持ち、その様子を影から窺っていた。そんな彼女の前に突然現れたのは、イギリスから新大陸開拓という名の「冒険」を求め、新大陸征服への野望を抱き、アメリカにやってきた恐れ知らずのキャプテン・ジョン・ラトクリフであった。ジョン・ラトクリフは、仲間のイギリス人からは英雄として慕われていた。
上陸したジョン・ラトクリフの跡をつける彼女の前に、銃を構えたジョン・スミスが現れる。通じるはずのない言葉を心で理解し、互いの名を告げ、運命の出逢いに一瞬にして恋に落ちた。二人は、「心の声」を聞き、「風の色」を知り、二人は惹かれあい、生まれ育った環境や言葉の壁を越え、人目を忍び、日が落ちてから逢瀬を重ねる互いの理解を深めていった。しかし、二人の逢瀬を計らずして目の当たりにしたココアムは、ジョン・スミスに飛びかかる。その現場を目撃したイギリス人の青年トーマスが危険を感じココアムを撃ってしまうが、それと同時に、その場には、ポカホンタスの仲間たちもイギリスから来た人々を草むらから監視しており、ポカホンタスの仲間たちによりジョン・スミスは捕えられてしまう。このことが原因で、ポカホンタスの仲間たちとイギリス人の対立が始まった。金を狙う探検隊とインディアンの対立は激しくなるばかりで、2人は双方の争いを止めさせるために立ち上がる。相互に敵対する関係の中、ついに戦いが始まってしまう。
戦いの中、ポカホンタスの父がジョン・スミスを殺そうとしたとき、ポカホンタスはジョン・スミスの前に立ちはだかり、父を遮る。するとポカホンタスの父は娘の行動とその意味するところの本質に理解を示し、ジョン・スミスは解放される。そこで、皆武器を下ろし、戦いはおさまったように思われたが、それを快く思わないイギリス人探検隊の長官ジョン・ラトクリフはポカホンタスの父を撃とうとする。これをジョン・スミスが身を以て遮って、深いケガを負った。ジョン・スミスの命は、この場所にとどまる限り助からないため、帰国を余儀なくされる。ジョン・スミスの帰国により愛する人と離れ離れで暮らさざるを得なくなるポカホンタスは、生まれ育った地に残るかジョン・スミスと共に生きる人生を選ぶかの選択を迫られ、彼女の父も娘の意思による選択に任せたが、ポカホンタスは生まれ育った地に残ることを選んだ。ジョン・スミスは、イギリスに連れ戻され、ポカホンタスは生まれ育った地に残り、二人は離れ離れとなり、映画は幕を閉じる。

## キャスト
| 役名                   | 原語版声優                         | 日本語吹替   |
| ---------------------- | ---------------------------------- | ------------ |
| ポカホンタス           | アイリーン・ベダード               | 土居裕子     |
| ポカホンタス           | 歌: ジュディ・クーン               | 土居裕子     |
| ジョン・スミス         | メル・ギブソン                     | 古澤徹       |
| ジョン・スミス         | メル・ギブソン                     | 歌：立花敏弘 |
| ジョン・ラトクリフ総督 | デヴィッド・オグデン・スティアーズ | 有川博       |
| ジョン・ラトクリフ総督 | デヴィッド・オグデン・スティアーズ | 歌：佐山陽規 |
| ウィギンズ             | デヴィッド・オグデン・スティアーズ | 安原義人     |
| 柳の木のおばあさん     | リンダ・ハント                     | 京田尚子     |
| 風の声                 |                                    | 勝山紀子     |
| チーフ・パウアタン首長 | ラッセル・ミーンズ                 | 津嘉山正種   |
| チーフ・パウアタン首長 | 歌：ジム・カミングス               | 福沢良一     |
| ケカタ                 | ゴードン・トゥートゥーシス         | 納谷悟朗     |
| ケカタ                 | 歌：ジム・カミングス               | 筒井修平     |
| トーマス               | クリスチャン・ベール               | 松澤重雄     |
| ロン                   | ジョー・ベイカー                   | 西村知道     |
| ベン                   | ビリー・コノリー                   | 安西正弘     |
| ナコマ                 | ミシェル・セント・ジョン           | 高山みなみ   |
| ココアム               | ジェームス・アパウマット・ホール   | 園岡新太郎   |
| ミーコ                 | ジョン・カーサー                   | 原語版流用   |
| パーシー               | ダニー・マン                       | 原語版流用   |
| フリット               | フランク・ウェルカー               | 原語版流用   |

## ソングリスト
1. ヴァージニア・カンパニー
2. 嵐の航海
3. ヴァージニア・カンパニー（リプライズ）
4. 絶えまないリズムのように（インディアン・テーマ）
5. 絶えまないリズムのように（リプライズ）
6. 川の向こうで
7. グランドマザー・ウイロー
8. 心の耳で聞いてごらん1
9. マイン,マイン,マイン
10. 心の耳で聞いてごらん2
11. カラー・オブ・ザ・ウィンド
12. サベジス（パート1）
13. サベジス（パート2）
14. もうあなたには逢えない
15. ポカホンタス
16. 部族会議
17. パーシーとミーコ
18. 川辺
19. 対立
20. あなたを知りたい
21. ラトクリフの野望
22. コーンの収穫
23. 戦士
24. ジョン・スミスの秘密
25. 決断の時
26. フェアウェル

## 興行
ディズニーの関係者の多くは『ポカホンタス』が看板作品になることを今でも望んでいる。当時のスタジオの主任だったジェフリー・カッツェンバーグは『ポカホンタス』が『ライオン・キング』よりも高い名声を誇り、1991年に公開された『美女と野獣』のようにアカデミー賞にノミネートされることを夢見た。しかし、『ポカホンタス』は初期のディズニー作品と違って、小さい子にはわかりにくいテーマを扱った作品であったため、商業的なヒットの度合いは『ライオン・キング』や『美女と野獣』などといった作品に勝るほどではなかった。
それでもこの作品は、アメリカ合衆国国内で1億4157万ドル、世界中で3億4717万9773ドルの興行収入成績を上げた。

## 批判
本作の「史実」を謳いながらの様々な考証的疑問点に対しては、ディズニー社が常に浴び続けている白人至上主義的な人種差別の一例として、インディアン以外の民族からも『New Internationalist』などの人権団体また識者から批判と抗議を受け続けている。
アメリカの教育者団体「児童のための全米教育協会」（NAEYC）は、リビー・ブルネット、クラウデット・マロリー、シャノン・ウッドの三者によるディズニー映画の批判書『子供映画におけるステレオタイプと人種差別（Stereotypes & Racism in Children's Movies）』の中で、本作の差別姿勢と、インディアンに対する偏見助長という児童教育への悪影響を指摘している。下段の「ナオミ・キャンベルモデル疑惑」では黒人団体からも批判を受け、また物語背景の風俗、景色が実際当時のポウハタン族に則していないなどの識者の批判も多い。

### インディアン側の見解
ディズニーはこのアニメ映画化に当たり、時代･民族風俗考証の協力を、インディアン各種団体に求めた。が、彼らは脚本を読んで、「ポカホンタスが白人（スミス）と恋に堕ちたなどという事実はない」「話がでたらめすぎる」などとして、どのインディアン団体からもこれを断られている。最終的に協力を得られたものの、当作品に対するインディアンの評判は非常に悪い。   
また、制作時に公開されたポカホンタスの顔のデザインに対して、「この顔のモデルはインディアンではなく、黒人のナオミ・キャンベルではないのか」との抗議がインディアン団体からディズニースタジオに殺到。ディズニー側は「これはナオミ･キャンベルではなく、声優のアイリーン・ベダード（インディアンではない）をイメージしたものだ」と弁明を行っている。
1995年6月23日、この映画が封切公開されると、サンフランシスコでは劇場に並ぶ観客たちの前で「アメリカインディアン運動（AIM）」などインディアン団体が抗議のデモ行進を行った。彼らは「ディズニーの人種差別発言」や、「歴史的な誤りによるインディアンの陳腐な描写」、「“汚らわしい異教徒”などの台詞の子供たちへの悪影響」、「映画の間中、白人は絶え間なくインディアンを“野蛮人”と呼んでいる」などの問題点を挙げてプラカードを掲げ、抗議のシュプレヒコールを続けた。
一方で、ディズニーランドでポカホンタスを演じているインディアン俳優アペアナークワット（Apeanahkwat）は、「それらが実際にあったことであり、インディアンに対して使われた蔑称は、インディアンの国を滅ぼしていく白人たちを表現するためには必要だった」と一定の理解を示し、「それは我々に彼ら白人がしたことを思い出させます。そして、人類は決してそれが二度と起こることを許してはなりません」と述べている。また、作中で声優を務めたラッセル・ミーンズは、「ハリウッド映画といえばわれわれインディアンは悪役と決まっていたが、この映画ではインディアンは少なくとも善玉だ」とコメントしている。
ココアムの声を担当したストックブリッジ・マンシー族のジミー・フォール（James Apaumut Fall）は、「この作品でプロデューサー、監督、作詞家、作曲家と会って話をしたけど、全員いい人たちだったよ。僕らは俳優として、インディアンじゃない人間たちの映画企画に絶えず対処しているし、たいていの場合それを断っている。けどこの作品は結構まともなほうだと思うよ。（映画の中で）白人は兇悪に描かれていて、インディアンを殺しているしね。」と述べている。またこの作品のポカホンタスについて、「綺麗だけど、ポウハタン族というよりは、ラコタ族に見えるかな。彼女の肩紐ドレスは短すぎて馬鹿げている。でもまあアイリーン・ベダードは彼女をインディアンらしく見せているよ。映画で見せているのははっきり言ってまるでポウハタン族の文化じゃないんだけどね。インディアンの人たちがこの映画を愛するとは思わないけど、史実を語る代わりに、あなたたちが異文化の人々に敬意を持つということについて、この映画は語っていると思うよ」とコメントしている。ジミーはまた、アイリーン・ビダード（アラスカ・エスキモー）、ラッセル・ミーンズ、ミッシェル・ジョンソン（ナコマ役のクリー族）らインディアン声優全員でセリフの変更を要望し、かなりのセリフが希望通り変えられたと語っている。
アペアナークワットは、この映画に登場するポカホンタスはインディアンの少女のための手本であるとして、「彼女には性的要素がまったく内包されておらず、非常に愛らしく、若い女の子たちがあるべき素晴らしさすべてを表現しています」と述べている。
しかし、インディアン団体はディズニーのアニメーターたちがポカホンタスをきわどい衣装で艶かしく描いたことを重要視しており、この一連の論争の中で、「ディズニーは巨益を得るためにポカホンタスをセクシュアルに描いて利用した」として烈しい抗議を行っている。
チュマシュ族のAIM活動家、モニクエ・ソノクイエ（Monique Sonoquie）は、「インディアン女性がどう見られるかについて、否定的なイメージを作り出している」と抗議。ラッセル・ミーンズの孫娘で、オグララ・スー族のテオドラ・チーフ（当時14歳）は「私はこの映画が大嫌いです。このポカホンタスはニセモノであって、真実を語る点は何も持っていません。インディアンの女性はあんな容姿をしてません。私たちの体は神聖です。彼ら（ディズニー）が至る所でそんなふうにそれを見せびらかしているのが悲しいです」と述べている。マーケル・スペンサー（当時15歳）は、ディズニーがポカホンタスの体を利用したことに加え、「白人のほうはより良く描いている」ことを指摘し、「この映画はすべてを見せていない。白人たちはたぶん、あの一人（ポカホンタス）よりもっと多くのインディアンを殺しているんだろう」とコメントしている。
この映画の公開後、全米インディアン・サイト「インディアンの意見」内に開設された「ポカホンタスについてのインディアンの意見（Indian Opinions About Pocahontas） 」では、全米のインディアン部族から意見が寄せられており、「インディアンにとって侮辱的である」、「制作されるべきでなかった」といった否定的な意見が圧倒的である。 モホーク族のマリア・モンチュアはディズニー直売店で溢れるポカホンタス商品について、「ディズニーのせいで、そのうち金髪のお姫様のインディアンが見られるようになるよ」との声を紹介し、「ぞっとするハロウィンだ」と評している。
カンザス大学のコーネル・ペウェワーディ（Cornel Pewewardy）教授（彼はカイオワ・コマンチ族インディアンである）は教育者としての立場から、この作品でのポカホンタスは、都合よく白人によって人物像を改竄された、「非インディアンによって保持された、否定的で利己的なインディアンのステレオタイプである」としている。ペウェワーディはこういった白人によるイメージが「インディアン、非インディアン双方の子供たちに誤ったインディアン像および歴史認識を植えつけている」とし、「こういったポカホンタスのイメージの打破こそ現在のインディアンがなすべきことである」と論じている。
ペウェワーディは劇中歌“サベジス”（Savages）の歌詞が、350年来変わらない、インディアンに対する人種差別を象徴しており、特に不穏当であるとして激しく批判している。AIM活動家モニクエ・ソノクイエは、映画のもう一つの否定的な結果として、子供が『ポカホンタス』の歌の歌詞を覚えることを挙げ、それが大好きな映画の歌詞なら、誰もそれを歌うのをとめられないとして、『不潔な小さい野蛮人ども（filthy little savages）』、『かろうじてぎりぎり人間だ（barely even human）』、『死んだやつらだけがいいやつだ（only good when they are dead）』、『汚い赤い肌の悪魔ども（dirty redskin devils）』といった歌中の語句を例に挙げている。

### ポウハタン族のコメント
ポウハタン族のロイ・クレイジーホース酋長はこの映画に対して、「ポカホンタスの神話」と題して次のようにコメントしている。

### 「NAT-CHAT」による公開提案状
アメリカの有力インターネット評論サイト「NAT-CHAT」は、「インディアンと、先住民問題に関わる非インディアンたちから、児童を抱える親御さんたちへの、ディズニー映画『ポカホンタス』に関する注意」として、以下のような声明を行っている。

## ホームビデオ
この作品のVHSはWalt Disney Masterpiece Collectionの一環として1996年にリリースされた。同年2月には1989年までに使用されたWalt Disney Classicsのロゴが用いられたプロトタイプのコピーがリリースされた。なお、3月以降に出回ったコピーはWalt Disney Masterpiece Collectionのロゴを用いていた。
2000年にはWalt Disney Gold Classic Collectionの一環として、続編とともに初めてDVDのリリースが行われた。
2005年に10周年スペシャルエディションとして2枚組でリリースされた際、デジタルリマスターが施され、劇場公開前の試写の反応により削除された、楽曲“If I Never Knew You”が歌われるシーンを追加した特別版本編（約85分）が収録されたほか、特典が多くついた。

## ゲーム化
この映画を基にした同名のメガドライブ/ジェネシス用ゲームが1996年1月1日に発売された。このゲームはディズニーと契約を結んだファンコムが開発した。映画のプレミア上映から1年後にあたる1996年7月10日には、ゲームボーイ版とプレイステーション版が発売された。
このゲームはポカホンタスもしくはミーコを操作して、ノンプレイヤーキャラクターのフリットの助けを借り、途中で動物の精霊から特殊能力を授かりながら、次々と迫り来る困難を乗り越えていくものである。内容は映画に近いが、状況や出来事にバリエーションがある。

## 受賞歴
この作品はアニメーションと美術監督に批判的な賞賛が上がったが、サウンドトラックは1995年6月22日にBillboard 200で首位を獲得し 、
トリプルプラチナムcertificationを受けた。
サウンドトラックのスコアを担当したアラン・メンケンは「カラー・オブ・ザ・ウィンド」を含む複数の曲で2つアカデミー賞を受賞した。
また「カラー・オブ・ザ・ウィンド」の、エンド・クレジットで流れるヴァネッサ・ウィリアムスの歌唱によるバージョン（サウンドトラックにも収録）は、米ビルボード誌のHot 100で4位まで上昇するヒットとなっている。
受賞
- 1995年アニー賞
  - 作品賞（映画部門）
  - キャラクター・デザイン賞 - マイケル・ジアイモ (Art Director)
  - キャラクター・アニメーション賞 - Nik Ranieri (Supervising Animator - Meeko)
  - 音楽賞 - アラン・メンケン（作曲）、スティーブン・シュワルツ（作詞）

- 第68回アカデミー賞
  - アカデミー歌曲賞 - Colors of the Wind　アラン・メンケン（作曲）、スティーブン・シュワルツ（作詞）
  - アカデミー作曲賞（ミュージカル・コメディ部門） - アラン・メンケン（作曲・編曲）、スティーブン・シュワルツ （作詞）

- 1996年ゴールデングローブ賞
  - ゴールデングローブ賞 主題歌賞 for Colors of the Wind (受賞)

- グラミー賞
  - Best Song Written for a Motion Picture, Television or Other Visual Media - Colors of the Wind

- Broadcast Music Incorporated 
  - BMI Film Music Award (受賞)

ノミネートのみ
- 1995年アニー賞
  - キャラクター・デザイン賞 - Christine Montera (Layout Supervisor)
  - キャラクター・アニメーション賞 - Chris Buck (Supervising Animator - Percy/Wiggins/Grandmother Willow)
  - キャラクター・アニメーション賞 - David Pruiksma (Supervising Animator - Flit & Forest Animals)

- ゴールデングローブ賞
  - ゴールデングローブ賞 作曲賞